# Василевский, Чеслав
Чеслав Василевский (пол. Czesław Wasilewski; 1875, Варшава — 1947, Лодзь) — польский художник.

## Биография
Специального образования не получил. Самостоятельно изучал творчество и манеру живописцев Польши.
Жил и творил в Варшаве.

## Творчество
Талантливо использовал достижения польских художников, учившихся в Мюнхенской академии художеств и умело копировал стиль живописи В. Коссака, у которого в начале 1920-х гг. работал на подмалёвках.
Вместе с тем ,во многих своих работах использовал несколько другой, собственный стиль в изображении природы, создавая убедительную иллюзию реальности.
В картинах Чеслава Василевского ощутимо влияние творчества Юзефа Брандта, Юзефа Хелмоньского и Альфреда Ковальского-Веруша.
Участник многих польских художественных выставок (Люблин, Катовице, Ченстохова, Гдыня и Познань)
Неоднократно экспонировал свои полотна в Обществе поощрения изобразительного искусства в Варшаве.
Чаще всего создавал картины на тему сцен охоты, облав на лесного зверя, скачек на санях, батальные сцены, реже — натюрморты и пейзажи.
После 1930 начал подписывать свои картины фамилией Зыгмунтович и литерами И. или Ф. (Игнацы или Франтишек ?).
Сейчас работы Ч. Василевского находятся в коллекциях Варшавского Национального музея, а также в художественных музеях в Ланьцуте, Лодзи, Лешно, частных собраниях.

## Галерея
- Ч. Василевский. Натюрморт в голландском вкусе
- Кавалерия
- Узкая дорога
- Лось в зимнем лесу
- Натюрморт в голландском вкусе
- Городок
- Свет над озером
- Букет роз
- Уланы в пути
- Зимой после охоты